# Trail of Tears (banda)
Trail of Tears es una banda originaria de la ciudad de Kristiansand, Noruega, de metal gótico y black metal sinfónico formada en 1994 bajo el nombre de “Natt”.'
A través de la mayor parte de su carrera, enfatizó en el uso de contrastar voces de soprano con guturales propias del black metal. Sin embargo, con la realización del álbum Free Fall into Fear en 2005, la banda cambió este contraste cambiando a voces de tenor y gutural, con escasos pasajes de soprano.
En enero de 10000:62$ la banda anunció su separación definitiva luego de que se publicara su séptimo y último álbum de estudio, denominado Oscillation, en abril de 2013.
En 2020, la banda anunció a través de sus cuenta oficial de Facebook su regreso a la palestra musical, con Ailyn (ex-Sirenia) como su nueva vocalista.

## Historia

### Inicios
Formada en 1994, el nombre inicial de la banda fue Natt, pero en 1997 su nombre se cambió al definitivo "Trail of Tears", para reflejar una evolución en su sonido y el cambio en su alineación inicial.
Sus integrantes originales fueron Ronny Thorsen (Vocalista masculino), Ales Vik (Vocalista Soprano), Michael S, Krumins (Guitarra principal), Terje Heiseldal (Guitarra rítmica), Kjell Rune Hagen (Bajo), Frank Roald Hagen (Teclados) y Vidar Uleberg (Batería).
Con esta alineación de músicos, grabaron el demo auto titulado “Natt”, que vio la luz en 1996, y el cual contenía 5 canciones propias: "Dreaming". "Why?"."Sadness", "Once a Paradise" y "Loss of Evil". "Once a Paradise" fue reeditado en 1998 para la versión japonesa de "Disclosure in Red".
Este trabajo discográfico tuvo poca distribución dentro de Noruega y se considera un objeto difícil de conseguir. Tampoco hay mucha información disponible sobre él.

### Cambio de nombre yDisclosure in Red(1997-1999)
Con el cambio de nombre a "Trail of Tears" y de estilo musical, se dieron las primeras bajas: el guitarrista Michael S. Krumins dejó la banda para ese mismo año y fue reemplazado por Runar Hansen poco tiempo después, al igual que Helena Iren Michaelsen llegó al puesto de soprano en sustitución de Ales Vik. Finalmente Vidar Uleberg daría paso al chileno Jonathan Pérez en la batería. Los otros integrantes continuaron con Trail of Tears.
El primer demo grabado fue "When Silence Cries...", el cual contenía sólo tres piezas: "Mournful Pigeon", "When Silence Cries..." y "Temptres". Fue lanzado en abril de 1997.
El contraste de una voz guttural y soprano lo mantuvieron por este demo y su primer álbum con el sello holandés DSFA Records. Su disco debut fue “Disclosure in Red”, lanzado en 1998, bajo la producción de Hans Eidskard y grabado en el Jailhouse Studio de Noruega.
Con este disco realizaron su primera gira europea, junto a otras bandas góticas similares, como Tristania y The Sins of Thy Beloved.

### Profoundemonium(2000-2001)
El segundo álbum, “Profoundemonium”, con la etiqueta austríaca Napalm Records, fue lanzado el 13 de mayo de 2000, nuevamente con la producción de Hans Eidskard, aunque para este trabajo el resto de la banda se integró más en el proceso. Su grabación fue entre enero y marzo de ese año, una vez más en el Jailhouse Studio.
Mientras esto ocurría la vocalista Helena Iren Michaelsen abandonó la agrupación poco después de las grabaciones por una propuesta para trabajar en los Países Bajos con la banda Sahara Dust (hoy Epica). Fue reemplazada por Cathrine Paulsen en mayo de 2000. La banda tocó en distintos puntos de Europa ese año.
En el verano de 2001, Trail of Tears firmó un contrato de tres álbumes con Napalm Records en vista del éxito logrado y en busca de una mayor distribución de su material.
Gracias a esta etiqueta, contactaron al reconocido productor Terje Refsnes y grabaron en el Soundsuite Studio de Marsella, Francia en febrero del año siguiente. Refsnes ha trabajado además con otras bandas noruegas como Tristania, Sirenia y Green Carnation.

### A New Dimension of Might(2002-2003)
Entre febrero y marzo de 2002, Trail of Tears grabó nueve temas, así como un cover de Faith No More, "Caffeine" (de su disco Angel Dust de 1992), para la versión de edición limitada del tercer álbum y de gran éxito, "A New Dimension of Might", que vería la luz en setiembre. Este trabajo ha sido su CD más aclamado a la fecha.
Los años 2002-2003 fueron particularmente ocupados, con un calendario de giras y numerosos espectáculos en Europa, así como el primer concierto fuera del continente, el cual fue un recorrido por México en junio de 2003.
Cathrine Paulsen se separó de la banda luego de la gira, por lo que los dos siguientes álbumes contaron con vocalistas femeninas invitadas. Mientras tanto, Kjetil Nordhus (Green Carnation) se incorporó a Trail of Tears como un miembro de sesión.

### Free Fall into Fear(2004-2005)
Para esta etapa, ellos cambiaron su sonido para el disco de 2004, “Free Fall into Fear”, el cual fue marcadamente más pesado que sus predecesores, ante la ausencia de una soprano oficial. Con este trabajo, realizaron un tour de nuevo junto a Tristania.
En ese mismo año, fueron llamados para formar parte del álbum doble tributo al grupo australiano Dead Can Dance, titulado "The Lotus Eaters (Tribute To Dead Can Dance)". La agrupación aparece interpretando el tema "The Arcane". El disco fue muy bien recibido por el público y la crítica.

### Existentiay cambios de miembros (2006-2007)
Los miembros originales de largo tiempo Terje Heiseldal y Frank Roald Hagen se marcharon antes de grabar "Existentia". Junto con Gøran Bomann de Carpathian Forest, Heiseldal y Hagen permanecieron un tiempo sólo como músicos en vivo. El disco se grabó como un quinteto, con Runar Hansen interpretando todas las guitarras y Bernt Moen como músico invitado (de sesión) en los teclados.
Kjetil Nordhus, Runar Hansen, Kjell Rune Hagen, y Jonathan Pérez se retiraron en forma definitiva en noviembre de 2006. debido a diferencias y pérdidas monetarias de la organización hacia todos los miembros de la banda, por lo que circuló el rumor de que Trial of Tears desaparecía.
De hecho, la alineación del grupo nunca volvió a ser la misma, ni volvió a contar con ninguno de ellos, por lo que debió ser renovada en su totalidad con Ronny Thorsen como único miembro sobreviviente.
El propio Thorsen desmintió todo comentario al respecto, admitiendo que en efecto existían esos problemas, pero que era el peor momento para abandonar la banda, en vista del tour programado para el álbum de 2007, “Existentia”. Todas las fechas debieron ser canceladas por esa situación.
Para este quinto disco, se contó con la colaboración de la francesa Emmanuelle Zoldan como soprano y de nuevo a Bernt Moen en los teclados, sin acreditarse como miembros oficiales de la agrupación.
El 11 de febrero de 2007, la vocalista Cathrine Paulsen retornó a la banda, luego de una serie de negociaciones. Con ella una vez más a bordo, incorporaron a Bjørn Erik Næss (primera guitarra), Pål Olsen (segunda guitarra), Endre Moe (bajo) y Cato Jensen (batería). Con esta nueva alineación participaron en el Sweden Rock Festival, el cual continuó luego con un extenso tour por Norteamérica (el primero para el grupo) junto a las bandas Echoes of Eternity (Estados Unidos) y Unexpect (Canadá). En total, Trail of Tears cumplió con una agenda de conciertos de casi treinta shows alrededor de Estados Unidos y Canadá.

### Bloodstained Endurance(2008-2010)
El verano de 2008 continuó con la banda tocando en más festivales y en mayor medida que antes, incluyendo entre otros los prestigiosos Wave-Gotik-Treffen y el Metal Mania Open Air.
El 3 de noviembre de 2008.Trial of Tears grabó en los Soundsuite Studio en Marsella, Francia, su sexto álbum de estudio. de nuevo con la producción de Terje Refsnes. Fue lanzado bajo el título de “Bloodstained Endurance”. con fecha oficial de salida 27 de mayo de 2009. En Estados Unidos y Canadá se conoció hasta el 2 de junio de dicho año. Incluye 11 temas nuevos y una edición con un bonus track  llamado "Onward March the Merciless" en el formato Digipak.
Su sencillo promocional fue "The Feverish Alliance", previamente lanzado el 2 de abril de 2009.
En julio de 2010, Trail of Tears anunció que el guitarrista Pål Olsen abandonaba el grupo debido a su falta de tiempo y para enfocarse en su propia agrupación de power metal, llamada Guardians of Time, de la cual es su cofundador.
La banda continuó por dos años como un quintero, y esta repentina partida -de acuerdo a sus informaciones-, no afectaron las siguientes presentaciones ni la grabación del nuevo álbum, el cual estuvo en pleno proceso de composición y preproducción hasta setiembre de 2012, en medio de retrasos y fuertes diferencias entre sus miembros.

### Oscillation(2011-2013)
En enero de 2012, Trail of Tears anunció que el baterista desde largo tiempo Cato Jensen se separó de la banda. Bjørn Dugstad Rønnow más tarde se unió como el nuevo baterista.
El 11 de noviembre de 2012, la banda reveló la portada, realizada por Jan Yrlund, de su séptimo álbum de estudio y final, llamado "Oscillation". El álbum fue lanzado el 26 de abril de 2013 En preparación para el lanzamiento de Oscillation, la banda firmó un contrato con Massacre Records.
La cantante Cathrine Paulsen asumió un papel muy activo y trascendental en la producción de este disco, aspecto que contrastó significativamente con cierta desidia mostrada por Ronny Thorsen por la lentitud con la que evolucionaba la grabación. Esto evidenciaba una ruptura en la relación del líder con su banda.
Bjørn Dugstad Rønnow apareció acreditado como baterista en el folleto de Oscillation; sin embargo, al guitarrista Bjørn Erik Næss se le atribuye haber tocado la batería en este álbum, por cuanto Rønnow aún no se había incorporado durante las sesiones de grabación.

### Final de Trails of Tears (2013)
En enero de 2013, Ronny Thorsen, Endre Moe, y Bjorn Dugstad Roennow decidieron abandonar Trail of Tears. Thorsen informó que dejó la agrupación, a pesar de ser el único miembro constante del grupo desde su creación.
Los miembros restantes Cathrine Paulsen y Bjørn Erik Næss, se separaron el uno del otro por ásperos motivos. Según la declaración de Ronny, Oscillation será el último disco de Trail of Tears, hasta su disolución definitiva, luego de 19 años de carrera. Algunos meses después en 2013, Thorsen, Endre Moe y Bjørn D. Rønnow, junto con Miriam Renvåg "Sphinx" y Krister Dreyer "Morfeus", conformaron la banda Viper Solfa.

### Renacimiento de Trail of Tears (2020)
En mitad del 2020, año severamente afectado por la pandemia del COVID-19, la banda anuncia su regreso. Esta vez, la banda se consolida con viejos y nuevos integrantes. La alineación final de Trails of Tears queda a cargo de Endre Moen (Ex-Trail of Tears, Viper Solfa), bajista; Runan Hansen (Ex-Trail of Tears), guitarra; Ronny Thorsen (Ex-Trail of Tears, Ex-Tristania, Viper Solfa), fundador y vocalista masculino; Johnatan Pérez (Ex-Sirenia, Green Carnation), batería; Ailyn Giménez (Ex-Sirenia, Her Chariot Awaits), voz femenina.

## Miembros

### Miembros finales
- Cathrine Paulsen − soprano (2000–2004, 2007–2013)
- Bjørn Erik Næss − guitarra (2007–2013)

### Miembros anteriores
- Ronny Thorsen − Vocalista (1994-2013)
- Endre Moe − Bajo (2007-2013)
- Bjørn Dugstad Rønnow - Batería (2012-2013)
- Cato Jensen − Batería (2007-2012)
- Kjetil Nordhus − Vocales (2003-2006, previamente un miembro de sesiónr)
- Ales Vik − Soprano (1994-1997)
- Helena Iren Michaelsen − Soprano (1997-2000)
- Michael S. Krumins − Guitarra (1997)
- Runar Hansen − Guitarra (1997-2006)
- Terje Heiseldal −Guitarra rítmica (1997-2005)
- Kjell Rune Hagen − Bajo (1997-2006)
- Frank Roald Hagen − Teclados (1997-2006)
- Vidar Uleberg − Batería (1994-1997)
- Jonathan Pérez − Batería (1997-2006)
- Pål Olsen − Guitarra (2007-2010)

## Discografía

### Álbumes
- Disclosure in Red (1998)
- Profoundemonium (2000)
- A New Dimension of Might (2002)
- Free Fall Into Fear (2005)
- Existentia (2007)
- Bloodstained Endurance (2009)[9]
- Oscillation (2013)

### Demos

#### Como Natt
- Natt (1996)

#### Como Trail of Tears
- When Silence Cries... (1997)